# Greeley Center
Greeley és una població dels Estats Units a l'estat de Nebraska. Segons el cens del 2000 tenia 531 habitants.

## Demografia
Segons el cens del 2000, Greeley tenia 527 habitants, 213 habitatges, i 128 famílies. La densitat de població era de 325,4 habitants per km².
Dels 213 habitatges en un 28,6% hi vivien nens de menys de 18 anys, en un 47,4% hi vivien parelles casades, en un 8,9% dones solteres, i en un 39,9% no eren unitats familiars. En el 39% dels habitatges hi vivien persones soles el 23,9% de les quals corresponia a persones de 65 anys o més que vivien soles. El nombre mitjà de persones vivint en cada habitatge era de 2,35 i el nombre mitjà de persones que vivien en cada família era de 3,16.
Per edats la població es repartia de la següent manera: un 27,7% tenia menys de 18 anys, un 5,5% entre 18 i 24, un 20,9% entre 25 i 44, un 20,2% de 45 a 60 i un 25,8% 65 anys o més.
L'edat mediana era de 42 anys. Per cada 100 dones de 18 o més anys hi havia 84,6 homes.
La renda mediana per habitatge era de 31.667 $ i la renda mediana per família de 43.036 $. Els homes tenien una renda mediana de 25.000 $ mentre que les dones 20.875 $. La renda per capita de la població era de 15.791 $. Aproximadament el 6,4% de les famílies i el 10,3% de la població estaven per davall del llindar de pobresa.

## Poblacions més properes
El següent diagrama mostra les poblacions més properes.